# Umbilicus rupestris
El ombligo de Venus, el más corriente entre otros muchos nombres vernáculos de Umbilicus rupestris, es una planta de la familia de las crasuláceas.

## Descripción y características
Planta suculenta, perenne, de 9-60 cm de altura, glabra, de cepa subesférica, con tallo erecto, generalmente simple, ramificado solo en muy escasas ocasiones. Hojas carnosas: las basales, peltadas, con pecíolo de 4-25 cm, central, y lámina de 1,5-4 cm de diámetro, redondeada, cóncava, festoneada; las caulinas decrecen progresivamente hacia la parte superior y van variando desde subespatuladas a lanceoladas, generalmente dentadas. Inflorescencia que ocupa el 60-90 % de la longitud del tallo, racemosa o, en muy raras ocasiones, paniculada con las ramas flexuosas,muy finas. Brácteas de 2-6 mm, siempre mayores que el pedicelo, filiformes o alesnadas. Flores con pedúnculo de 1,5-9 mm, péndulas. Sépalos de 1-2 mm, subagudos. Corola de 6-9 mm, tubular o subcampanulada, lisa, de color pajizo o verdoso claro, con los segmentos de 1,5-2 mm, anchamente triangular-ovados, agudos, que de ordinario se solapan ampliamente por sus bordes. Estambres  10. Carpelos  5, atenuados en un estilo corto. Semillas 0,5-0,7 mm, de un pardo obscuro, ovoides.

## Distribución y hábitat
Europa mediterránea, Portugal, España, Irlanda, Gran Bretaña y Bulgaria. Muy frecuente en muros, grietas de rocas, cortezas de árboles y tejados.

## Sinónimos
- Cotyledon neglecta Cout.
- Cotyledon ombilicus Lam.
- Cotyledon pendulina (DC.) Vierh. nom. illeg.
- Cotyledon rupestris Salisb.
- Cotyledon tuberosa Halácsy
- Cotyledon umbilicata Lam.
- Cotyledon umbilicifolia Stokes
- Cotyledon umbilicus-veneris L.
- Cotyliphyllum erectum Link
- Cotyliphyllum umbilicus Link
- ?Umbilicus botryoides Hochst. ex A.Rich.
- Umbilicus neglectus (Cout.) Rothm. & P.Silva
- Umbilicus pendulinus DC.
- Umbilicus simplex K.Koch
- ?Umbilicus umbilicatus (Lam.) Breistr.
- Umbilicus vulgaris Batt. & Trab.[2]

## Taxones infraespecíficos aceptados
- Umbilicus rupestris var. truncatus (W.Dod) Rowley
- Umbilicus rupestris var. velenovskyi (Rohl) Rowley[2]

## Nombres vernáculos
Castellano: acerón de culebra, agasillo, aguiso, ajitos, ajitos silvestres, ajos, ajos de las paredes, ambudillo de las paeres, angüejo, arrangelio, arrillos, arroz (2), avangelios, azaderas de lagarto, basidro, basilico, basilicos, basilio (5), basilios (4), basillos (2), campanica de los tejados, campanicas de los tejados, campanillas (3), campanita, campanitas, cantarena, capeleiso, capelo, caracol, caracoles, cazuelita, cazuelitos, chantarena, chuleta (2), chuletas, chuletas de paredes, cibaco, cloques de las paredes, culantrillo de pozo, curaloto, curalotodo, curalotó (2), embudos, escudetes (4), evangelios, gorretas de sapo, gorritos (2), gorro, gorros, gorros de paredes, gorros de sapo (4), góngoros, hierba del bálsamo, hierba para heridas, hojas de curalotodo, hojas del ombligo, jarrillos, monteras, montericas, morcilla, mortero, ombligo de Venus (31), ombligo de venus (4), ombliguera (6), ombliguicos, oreja de abad (2), oreja de fraile (3), oreja de monge, oreja de monje (6), oreja de monte, orejas de abad (3), orejas de monje (4), panete, pajarita, pan de cuco, puntera de sapo, sanaloto, sanalotodo, sartenes, sobrerillos, sobreritos, sombrerete (2), sombrerillo (4), sombrerillo de oreja de fraile, sombrerillos (5), sombrerito, sombreritos, sombrero de judío, sombreros (5), tabaco de pared, tolocura, tolosana (2), umbilico de Venus, uvicas de gato, vasarillos, vaselos, vasiello, vasiellos, vasilios, vasillo, vasillos (9), vasillus, vasito, vasitos (2), vasos, vasos de las paredes, vazos, velín, vencejos, zumillo. Entre paréntesis, la frecuencia de uso del vocablo en España.